# Donna (10cc)
Donna è il primo singolo del gruppo musicale britannico 10cc, pubblicato nel 1972 ed estratto dall'album 10cc.
La canzone è stata scritta da Lol Creme e Kevin Godley. 

## Tracce
1. Donna
2. Hot Sun Rock

## Classifiche
| Classifica (1972) | Posizione massima |
| ----------------- | ----------------- |
| Regno Unito       | 2                 |